# Matthias Zigann
Matthias Zigann (* 31. März 1968 in München) ist ein deutscher Jurist. Er ist Vorsitzender Richter am Oberlandesgericht München und Richter am  Einheitlichen Patentgericht.

## Leben
Er schloss eine Lehre als Bankkaufmann ab und studierte dann in München Rechtswissenschaften. Dort wurde er 2001 mit einer Dissertation über Entscheidungen inländischer Gerichte über ausländische gewerbliche Schutzrechte und Urheberrechte zum Doktor der Rechte promoviert.  Nach dem Zweiten juristischen Staatsexamen trat er 1999 in den Justizdienst des Landes Bayern ein. Nach Tätigkeiten als Staatsanwalt und als wissenschaftlicher Mitarbeiter des Max-Planck-Instituts für Innovation und Wettbewerb gehörte er seit 2003 der für Patentsachen zuständigen Kammer des Landgerichts München I an.  Während seiner dreijährigen Abordnung von 2009 bis 2012 an den Bundesgerichtshof war er als wissenschaftlicher Mitarbeiter dem Patentsenat zugewiesen.
Seit dem – nach seiner Ernennung im Dezember 2012 als Vorsitzender Richter – war er wieder am Landgericht München I in Patentsachen tätig. Seine Auswahl zum Richter am Einheitlichen Patentgericht und die Zuweisung zur Lokalkammer München wurden am 19. Oktober 2022 bekannt gegeben. Zum 1. November 2022 wurde er zum Vorsitzenden Richter am Oberlandesgericht München ernannt und führt dort den Vorsitz in einem unter anderem für den Gewerblichen Rechtsschutz zuständigen Senat.

## Veröffentlichungen
- Entscheidungen inländischer Gerichte über ausländische gewerbliche Schutzrechte und Urheberrechte. VVF, München 2002, ISBN 978-3-89481-428-1 (Dissertation, München, 2001).

Matthias Zigann ist Mitautor eines Handbuchs zum Patentrecht.